# Trasporti in Gambia

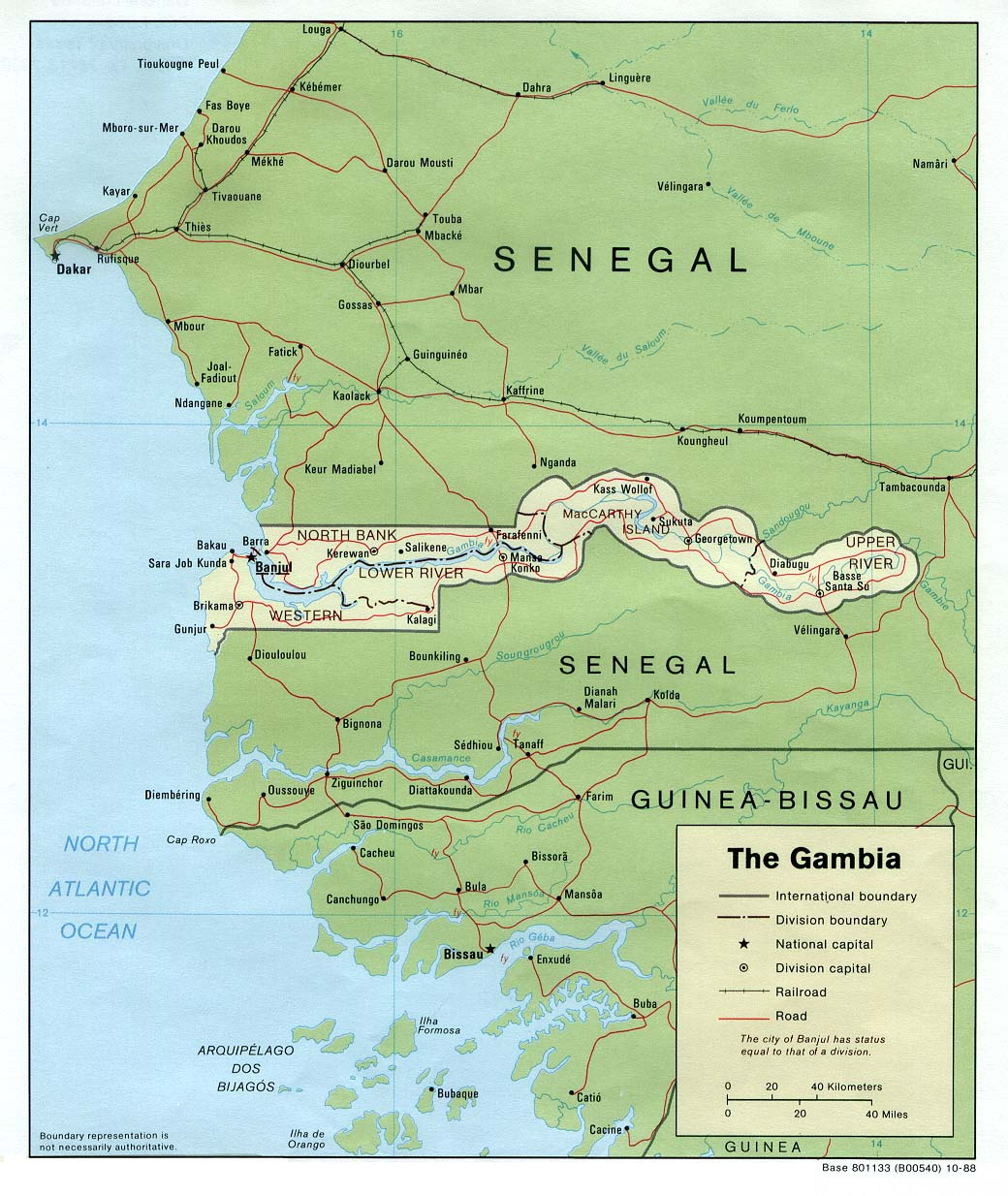
Gambia: carta geopolitica con rete stradale

Questa voce raccoglie le principali tipologie di Trasporti in Gambia. Nel paese non esistono ferrovie e il suo sistema di trasporti è costituito soltanto da strade, rotte navali e vie aeree.

## Trasporti su rotaia

### Rete ferroviaria
La ferrovia è inesistente in Gambia.

### Reti metropolitane
Tale nazione non dispone nemmeno di sistemi di metropolitana.

### Reti tranviarie
Anche il servizio tranviario è assente.

## Trasporti su strada

### Rete stradale
Nel 1998 il sistema stradale in Gambia era limitato a soli 3,742 km di strade, contando sia quelle asfaltate che quelle sterrate, i ponti e le strade di campagna. Grazie al progetto della Strada Costiera Kombo, o Combo, lo stato africano vuole ampliare la sua rete arrivando a 190 km di strade asfaltate e 66 km di sterrato. Il costo dell'enorme progetto, pari a 290 milioni di Dalasi è sostenuto in parte dal settore pubblico, in parte dal fondo Kuwait e dalla Arab Bank. I due partner privati finanzieranno l'opera per un totale di 112 milioni di Dalasi. 
La più importante autostrada del paese è la Trans-Gambia, economicamente fondamentale anche per il vicino Senegal. 

### Reti filoviarie
Attualmente in Gambia non esistono filobus. 

### Autolinee
Nella capitale, Banjul, ed in poche altre zone abitate del Gambia, operano aziende pubbliche e private che gestiscono i trasporti urbani, suburbani ed interurbani esercitati con autobus.

## Idrovie
La nazione può contare su 400 km di acque interne.

### Porti e scali
- Banjul

## Trasporti aerei
- Compagnia di bandiera: Gambia International Airlines

### Aeroporti
L'unico aeroporto del paese si trova a Yundum, costruito durante la Seconda guerra mondiale per fornire uno scalo alle truppe coloniali alleate.
a) con piste di rullaggio pavimentate: 1 (aeroporto internazionale di Banjul, ubicato in realtà nella vicina Yundum)
- oltre 3047 m: 1
- da 2438 a 3047 m: 0
- da 1524 a 2437 m: 0
- da 914 a 1523 m: 0
- sotto 914 m: 0

b) con piste di rullaggio non pavimentate: 0.

### Linee aeree e destinazioni
| Linea Aerea             | Destinazione                                             |
| ----------------------- | -------------------------------------------------------- |
| Arik Air                | Accra, Lagos                                             |
| Brussels Airlines       | Bruxelles, Dakar                                         |
| Corendon Dutch Airlines | Amsterdam                                                |
| Royal Air Maroc         | Casablanca                                               |
| Thomas Cook Airlines    | Birmingham, Helsinki, Manchester, London Gatwick Airport |
| Small Planet Airlines   | London Gatwick                                           |
| Transavia Airlines      | Amsterdam                                                |
| TUIfly Nederland        | Amsterdam                                                |
| Jetairfly               | Bruxelles                                                |
| Vueling                 | Barcellona                                               |